# Oldie-Show
Die Oldie-Show war eine Hörfunksendung, die vom 8. Juni 1986 bis zum 6. Oktober 1991 im Programm von WDR 2 und vom 13. Oktober 1991 bis inkl. 1. Januar 1995 auf WDR 1 gesendet wurde; das Nachfolgeformat Yesterday folgte am Samstag, dem 7. Januar 1995 auf WDR 2. Autor und Moderator der Sendung war fast ausschließlich Roger Handt, der selten von Hans-Holger Knocke oder Edith Jeske vertreten wurde. Die Einführung der Sendereihe im Jahr 1986 kann als Antwort auf das zuvor stetig gestiegene Hörerinteresse an der Rubrik Flashback in der WDR2-Sendung Freie Fahrt ins Wochenend gesehen werden. 

## Geschichte
Die Sendung wurde zunächst sonntags von 20:05 bis 22:00 Uhr auf WDR 2 ausgestrahlt. Der erste Teil der Sendung wurde mit speziellen Musiktiteln gestaltet; so wurden beispielsweise historische Nummer-eins-Titel gespielt, musikalische Geburtstage gefeiert, oder es wurde ein Interpreten-Alphabet gespielt: Musik von Künstlern, die mit einem bestimmten Buchstaben beginnen. In der zweiten Stunde – teilweise aber auch schon in der ersten – wurden Hörerwünsche erfüllt. In der Regel moderierte Roger Handt einen Titel an, spielte ihn dann und moderierte den nächsten an, so dass einerseits die Möglichkeit einer fast vollständigen Aufzeichnung gegeben war, andererseits es nicht zu Überschneidungen verschiedener Musiktitel kam. Wie zu jener Zeit üblich wurde der Großteil der Musiktitel von Vinyl eingespielt. Sendeopener war ein Mix aus „We love you“ von den Rolling Stones, „Ready Teddy“ von Cliff Richard und „Them changes“ von Buddy Miles – der Opener wurde allerdings nur zur ersten Stunde gespielt, die zweite startete direkt nach dem Verkehrsservice mit dem ersten Musikwunsch. Backtimer am Ende der ersten Stunde war häufig „The kid“ von André Brasseur, die zweite Stunde endete fast immer mit „Because they are young“ von Duane Eddy and The Rebels, das – als Musikbett genutzt – übersprochen wurde.
Ab März 1991 wurde die Sendung etwas verändert: in der ersten Stunde wurden nun höchstens zwei Nummer-eins-Titel gespielt, es gab musikalische Geburtstage und anschließend die Hörerwünsche, die nun auch „back-to-back“ als zwei nacheinander abgefahrene Musiktitel gespielt wurden. In der zweiten Stunde wurden die Top 20 aus Großbritannien oder den USA gespielt; im wöchentlichen Wechsel, was sowohl Chart-Land als auch Zeitpunkt anbetraf. Am ersten Sonntag des Monats wurde 35 Jahre zurückgegangen (USA), am zweiten Sonntag 30 Jahre (UK), am dritten Sonntag 25 Jahre (USA) und am vierten Sonntag 20 Jahre (UK). Gab es einen fünften Sonntag wurde 15 Jahre zurückgegangen (USA). Es wurde jeweils eine Monatsauswertung zusammengestellt, keine einzelnen Chartslisten abgespielt. Seitdem hatte die zweite Stunde auch einen eigenen Sendeopener: „Teen scene“ von den Hunters.
Mit der Einführung von WDR 5 im Oktober 1991 zog die Oldie-Show ab dem 13. Oktober 1991 in das Programm von WDR 1 und bekam zudem eine neue Sendezeit: sonntags von 9:05 bis 11:00 Uhr. 
Es gab auch stets zwei Regeln in der Sendung: die gewünschten Oldies mussten immer älter als zehn Jahre sein und durften möglichst in den letzten Monaten nicht schon gelaufen sein. Nur in extrem seltenen Fällen wich Roger Handt von diesen Regeln ab, z. B. bei Erscheinen neuer Rolling-Stones-LPs.

## Einstellung und Nachfolgesendungen
Kurz vor dem Sendebeginn von Eins Live am 1. April 1995 wurde die Sendung eingestellt, die letzte Folge lief am Neujahrstag 1995. Doch wurde bereits in derselben Woche am 7. Januar 1995 mit Yesterday wieder eine Oldie-Wunschsendung samstags von 19:20 (später 19:05) bis 22:00 Uhr auf WDR 2 eingeführt, mit dem inzwischen legendären Yesterday-Quiz ab der zweiten Stunde. Eine weitere der Oldie-Show ähnliche Sendung lief zusätzlich ab Januar 2002 auf WDR 2 mit dem Namen Classics (später: Musikclub-Classics), zunächst mittwochs, ab 2006 dann montagabends von 21:05 bis 23:30 Uhr. In dieser Sendung gab es auch wieder einen historischen Rückblick auf die britischen und amerikanischen Charthits der letzten 20, 30, 40 und – ab Anfang 2009 auch – 50 Jahre. Nur wurden in diesem Fall lediglich die wöchentlichen Neueinsteiger gespielt, kein vollständiger Countdown. Diese Sendung moderierte Roger Handt zum letzten Mal am 30. August 2010, das Yesterday-Quiz am 30. März 2013.